# M/S Viking Cinderella
M/S Viking Cinderella är en kryssningsfärja byggd av Wärtsilä Marinindustri Pernovarvet i Åbo 1989 som M/S Cinderella. Fartyget ägs av Viking Line och trafikerar linjen Stockholm–Mariehamn-Helsingfors.

## Historia

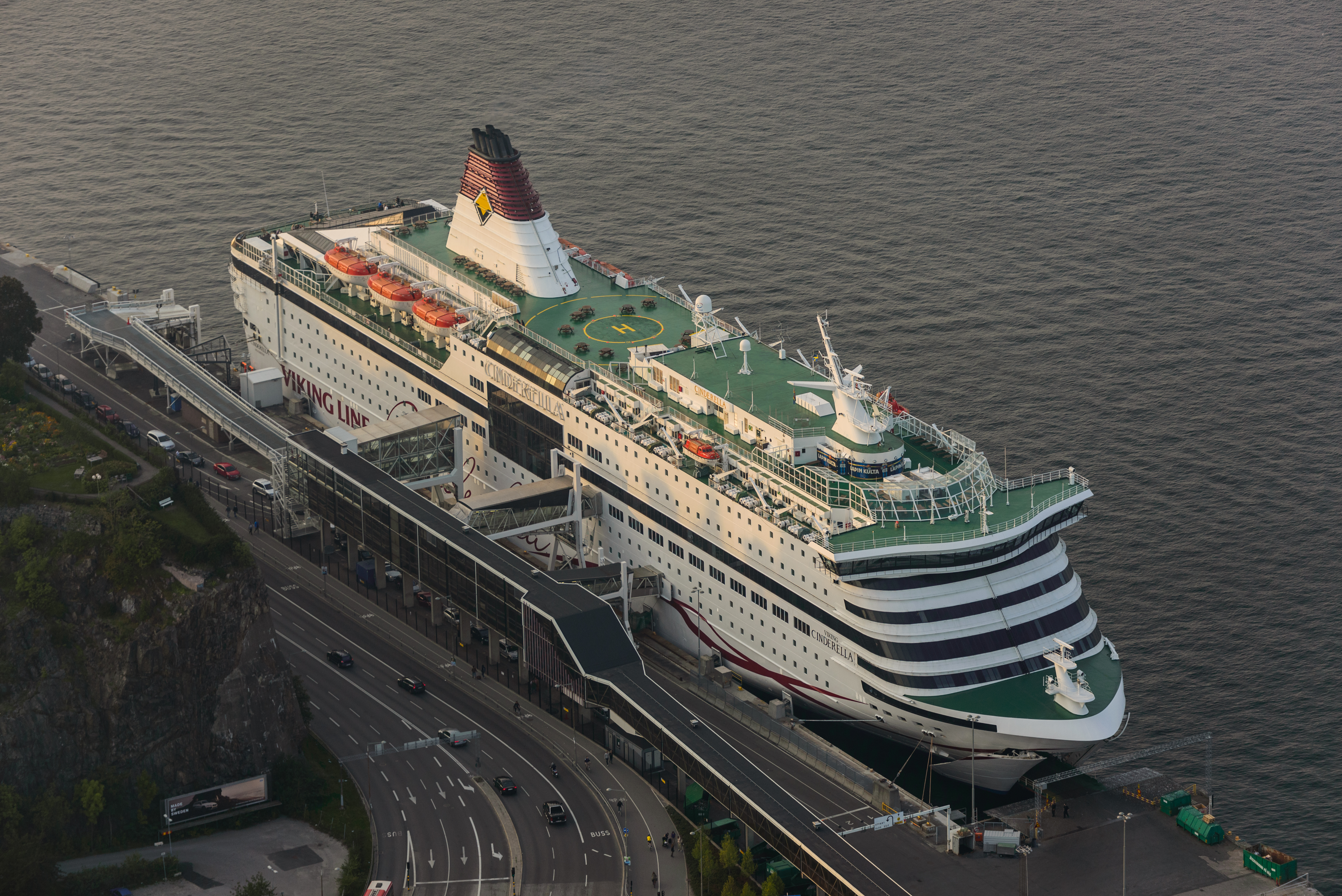
Cinderella vid Viking Lines terminal i Stockholm 2014.

M/S Cinderella beställdes ursprungligen av ett kryssningsrederi. När kryssningsrederiet sa upp kontraktet erbjöds SF Line (Viking Line), som redan hade presenterat ritningar på en bil-/kryssningsfärja som motsvarade storleken på kryssningsfartygets skrov, att överta det. SF Line fick därför blivande M/S Cinderella förmånligt. Fartyget började således byggas före egentlig beställning av SF Line. Under byggnation av Cinderella gick varvet i konkurs. Fartyget färdigställdes dock och levererades till SF Line den 7 november 1989.
Fartyget sattes in i SF Lines trafik på rutterna Stockholm–Helsingfors och Stockholm–Helsingfors–Tallinn. Fartyget klarerade av taxfreeskäl in i Tallinn men lade aldrig till. Cinderella har under sin tid i Viking Line gått på både reguljärresor och kryssningsresor med utgångspunkt Helsingfors eller Stockholm. 1995–2003 gick Cinderella i kryssningstrafik mellan Helsingfors och Tallinn. 2003 överfördes hon till svenska delen av Viking Line och fick svensk flagg. Namnet ändrades då till Viking Cinderella. Hon tog då över som kryssningsfartyg mellan Stockholm och Mariehamn efter M/S Rosella.
Inför trafikstarten som "Ålandskryssare" målades fartyget helvitt. Tidigare var fartyget målat precis som alla andra Viking Line fartyg, det vill säga ett rött skrov med Viking Line-loggan i vitt. Nu står "Cinderella" i rött och längst akterut finns en liten Viking Line-logga, även den röd. Anledningen till ommålningen var att man ville att Cinderella skulle framstå som ett kryssningsfartyg, och inte som de andra Viking Line fartygen som en kombinerad frakt- och passagerarfärja.
Under julen 2013–2014 var hon i trafik mellan Tallinn och Helsingfors. Efter den avslutade trafik mellan Helsingfors och Tallinn så dockas fartyget vid varv i Landskrona för renovering och ombyggnad. Man har byggt om den tidigare nattklubben Fun Club samt bytt namn på den till Étage. En trolig anledning till val av namnet Étage är för nattklubben är uppdelad i tre plan mellan däck 8-10. Ombord förnyades även restaurang-konceptet genom att de tidigare restaurangerna Food Garden och Skärgårdskrogen ersätts med två nya. Food Garden har bytt namn till Seaview Dining och en helt ny restaurang Ocean Grill har byggts.
Under renoveringen fick fartyget också två nya hyttkategorier. Seaside Comfort (AD2) samt Inside Comfort (BD2) Dessa hytter har samma yta som de andra standard hytterna det vill säga 9,0 m² men skillnaden är att dessa hytter har en dubbelsäng i stället för två enkelsängar. Hytterna är belägna på däck 9. Enligt Viking Line finns det också tillgång till trådlös internetuppkoppling via Wifi via en 4G-lösning.
Sommaren 2015 byggdes samtliga A-hytterna på däck nio om till Comforthytter, även ett stort antal B-hytter byggdes om till Comforthytter.
Under vintern 2017 renoverades taxfreebutiken, nöjescaféet (numera Melody), sviter och lyxhytter till en kostnad av 35 miljoner kronor.
Cinderellas bildäck har använts som stort mässutrymme vid ett flertal tillfällen och det hålls flera temakryssningar som författarkryssningar, whiskykryssningar och bilkryssningar med försäljning föredrag och utställningar.
Fartyget har även gjort flera specialkryssningar genom åren, bland annat till Ystad, Bornholm, Visby, Riga och Höga Kusten från Stockholm.
Från 17 januari 2022 till 24 februari 2022 ersatte färjan M/S Gabriella på sträckan Stockholm–Helsingfors. Mellan 13 mars och 15 april 2023 anlöpte fartyget Kapellskär på väg mot Stockholm under sina ordinarie Mariehamn-kryssningar. Under sommarsäsongen 2023 trafikerade fartyget Stockholm-Mariehamn-Helsingfors-Tallinn med avgång från Stockholm varannan dag.
Fartyget avslutade sin svenska flaggning och trafikera rutten Stockholm-Mariehamn den 4 mars 2024 efter att Viking Line blivit delägare i Birka Gotland. Från 8 mars 2024 trafikerar fartyget Stockholm-Mariehamn-Helsingfors. I samband med detta återfick fartyget sin ursprungliga rödvita färg.

## TV-programmetFärjan
Dokusåpan Färjan spelades in på Cinderella. Programmet fick tre säsonger och sändes på Kanal 5 under hösten 2008, våren och hösten 2009 samt hösten 2012.

## Bilder

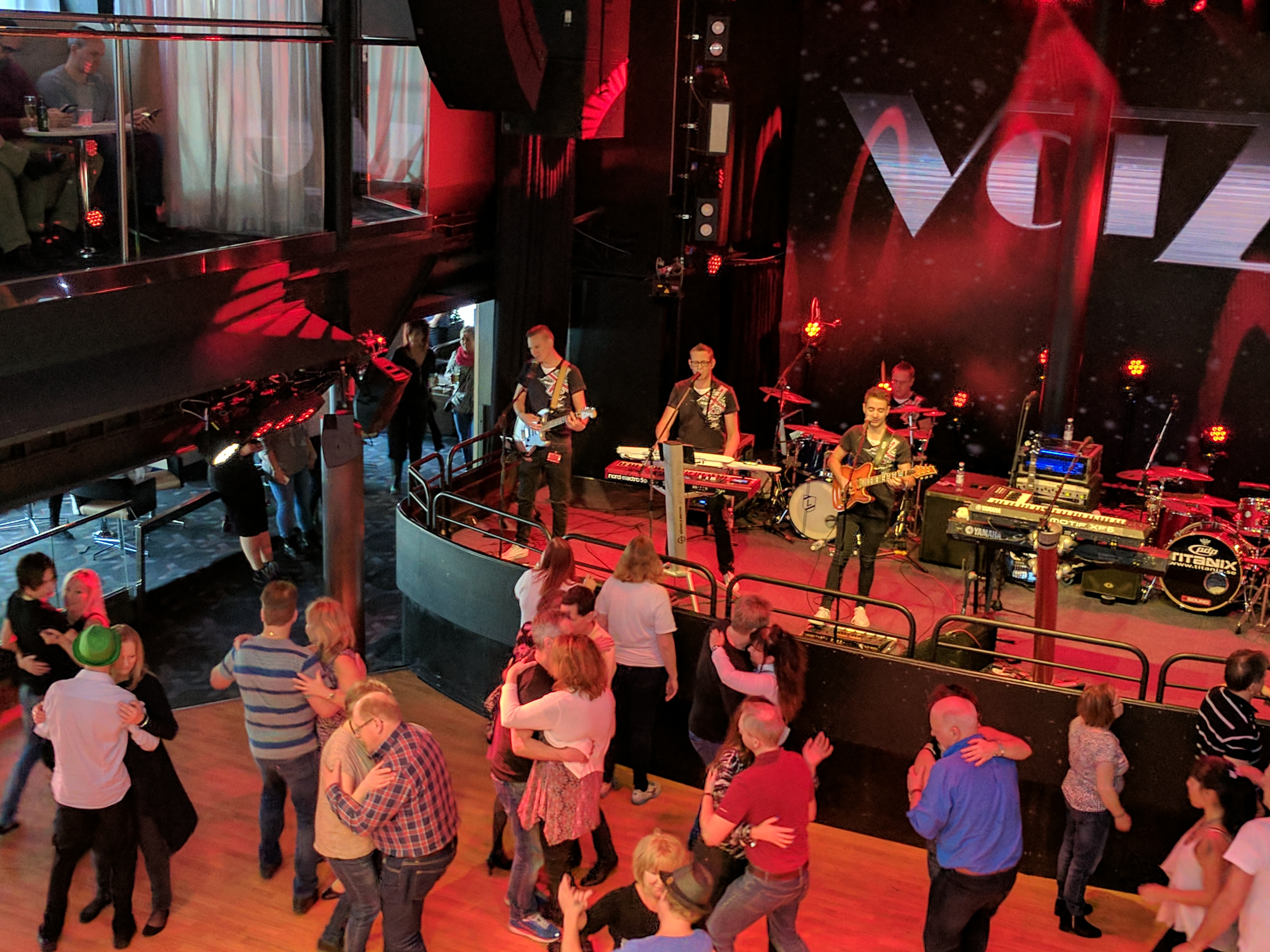
Voize spelar i Étage.
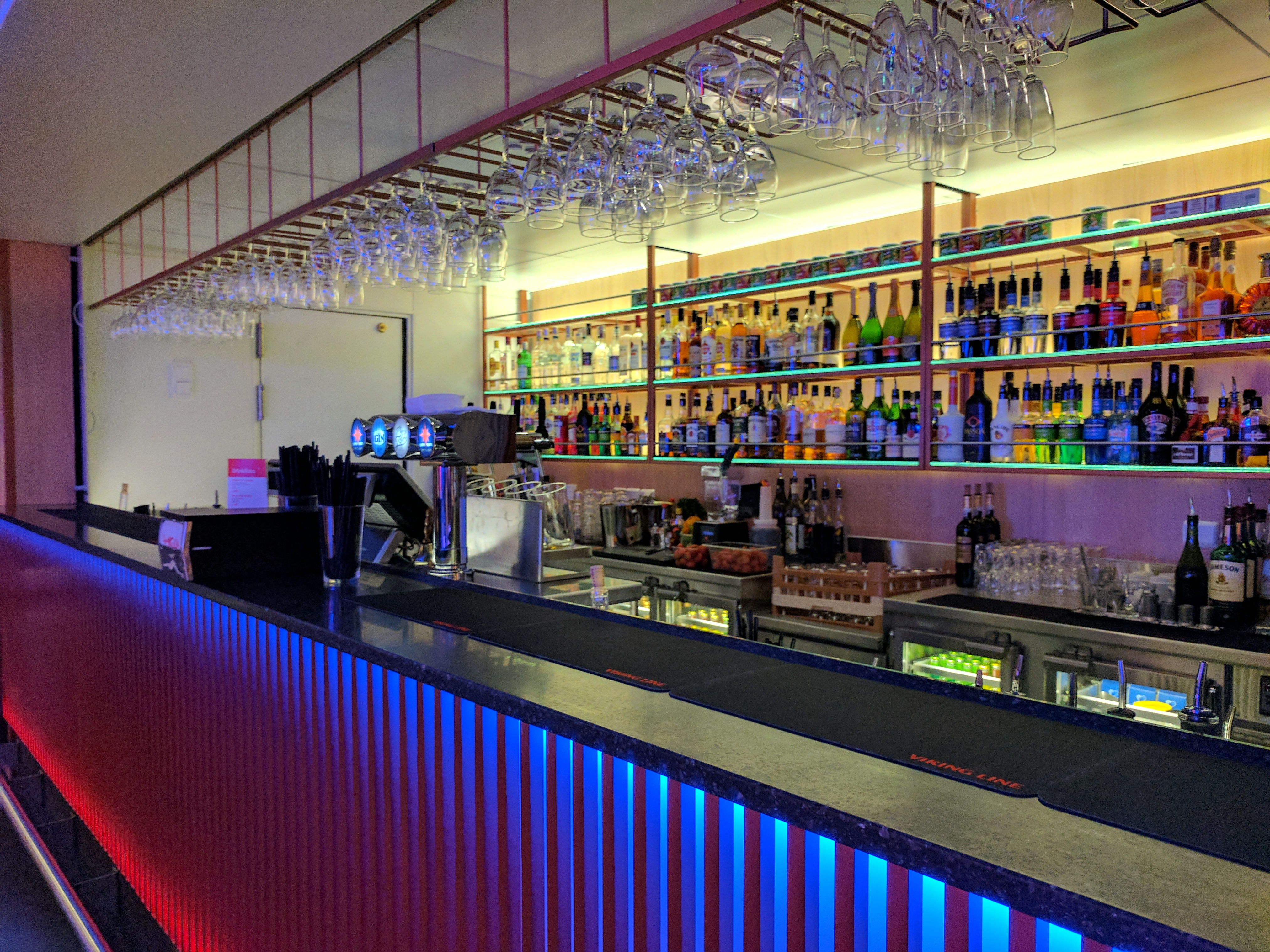
Baren i Étage.
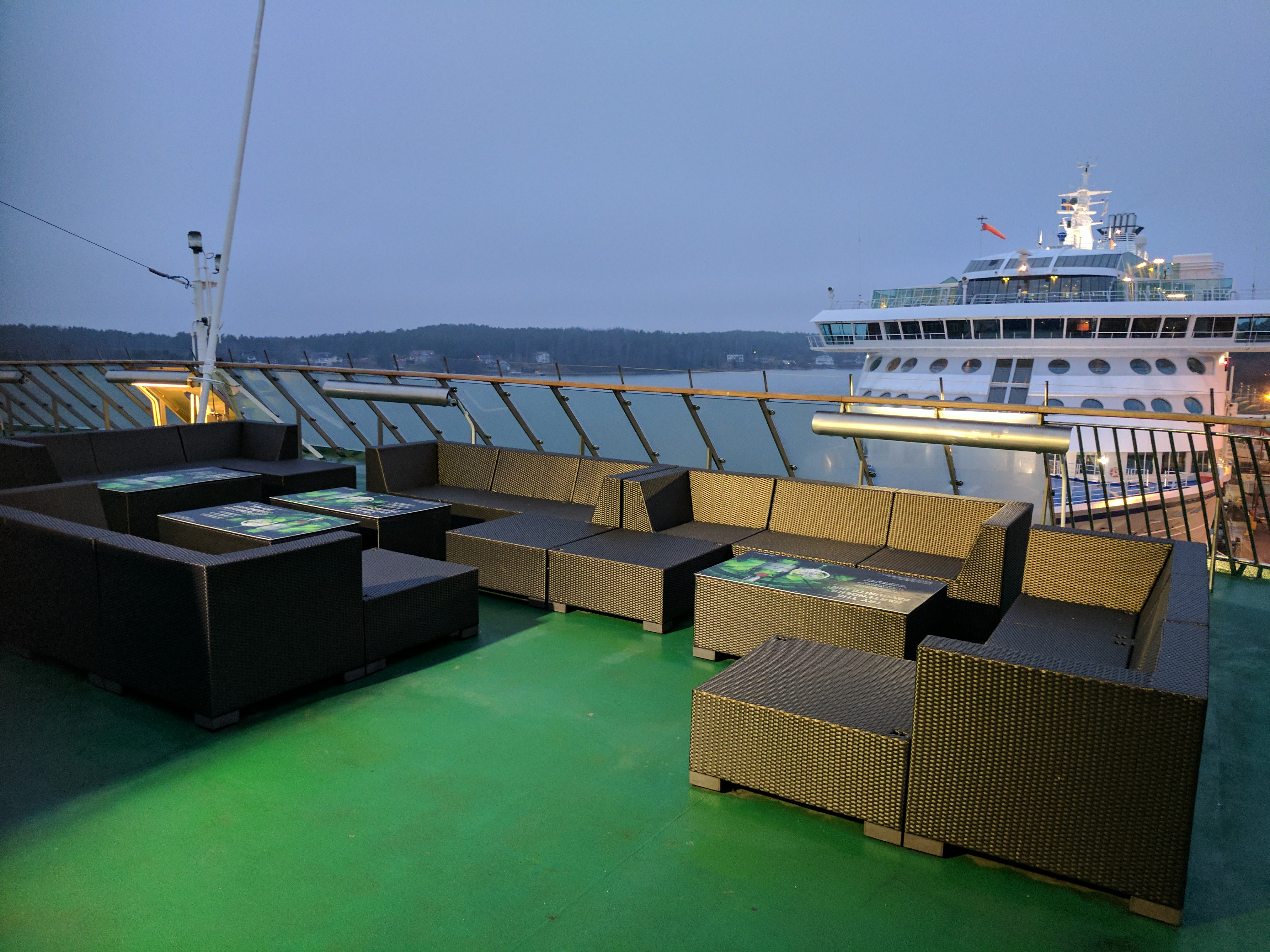
Aktern.
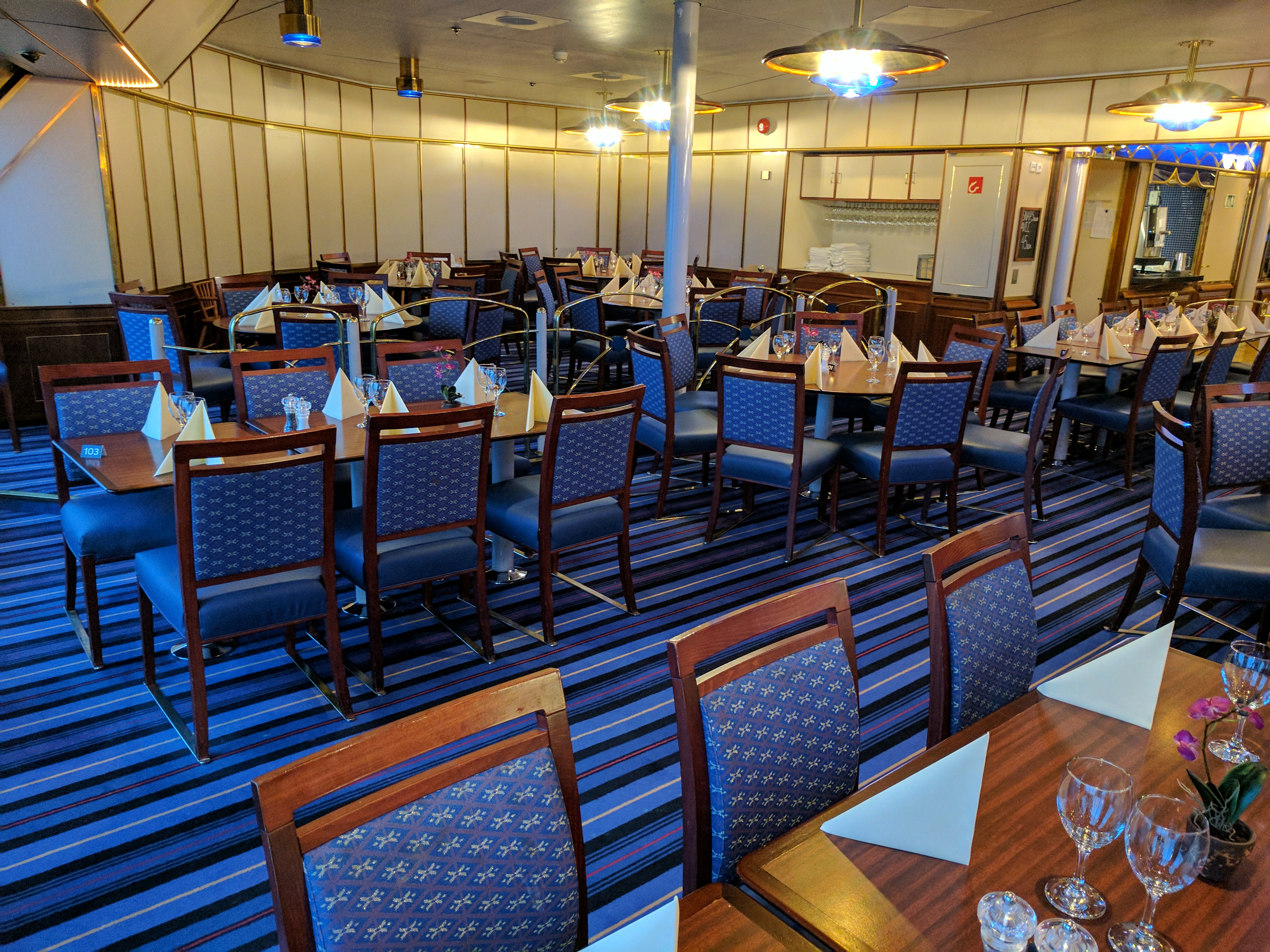
Buffésittningen.
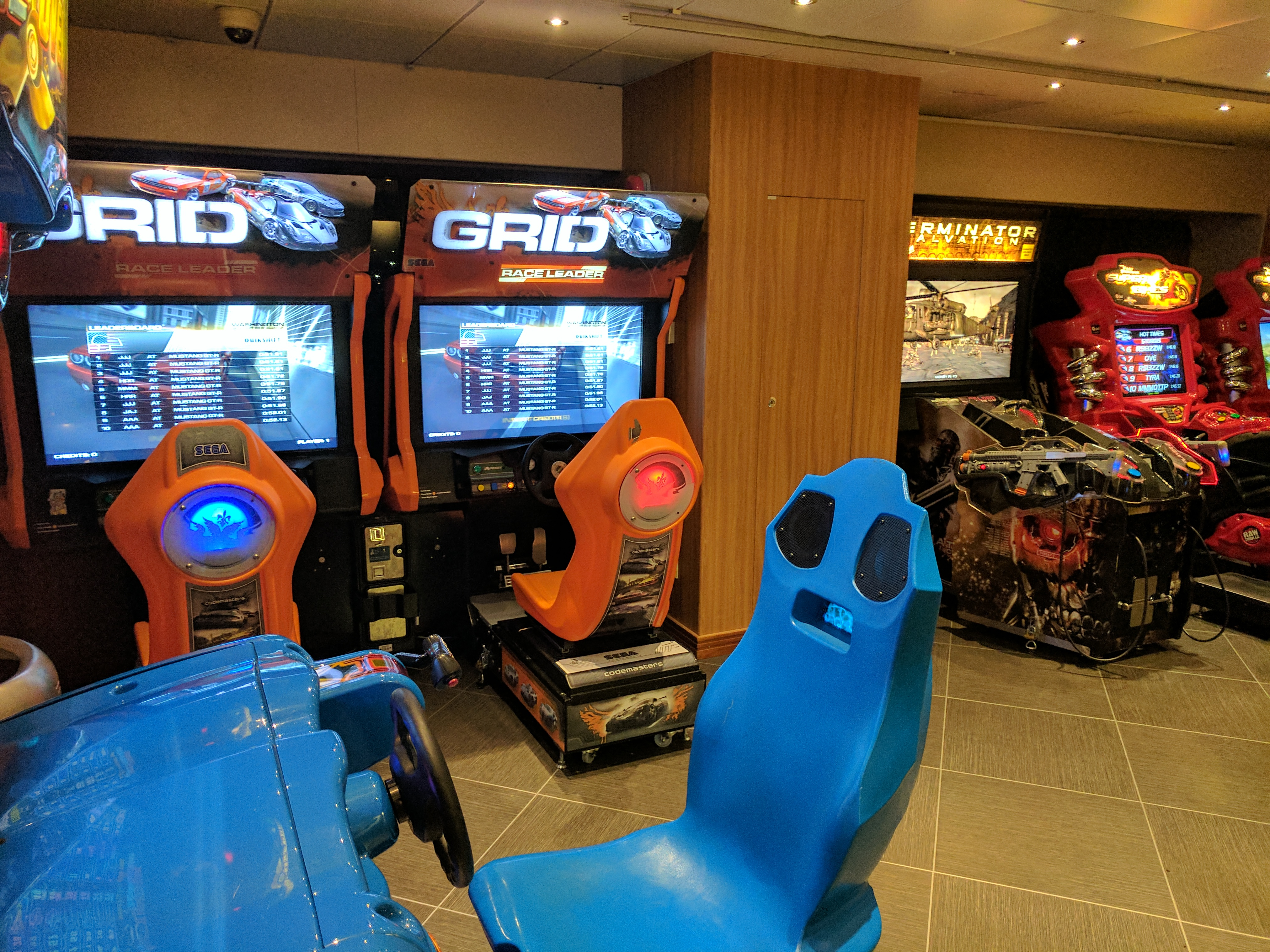
Spelhallen.
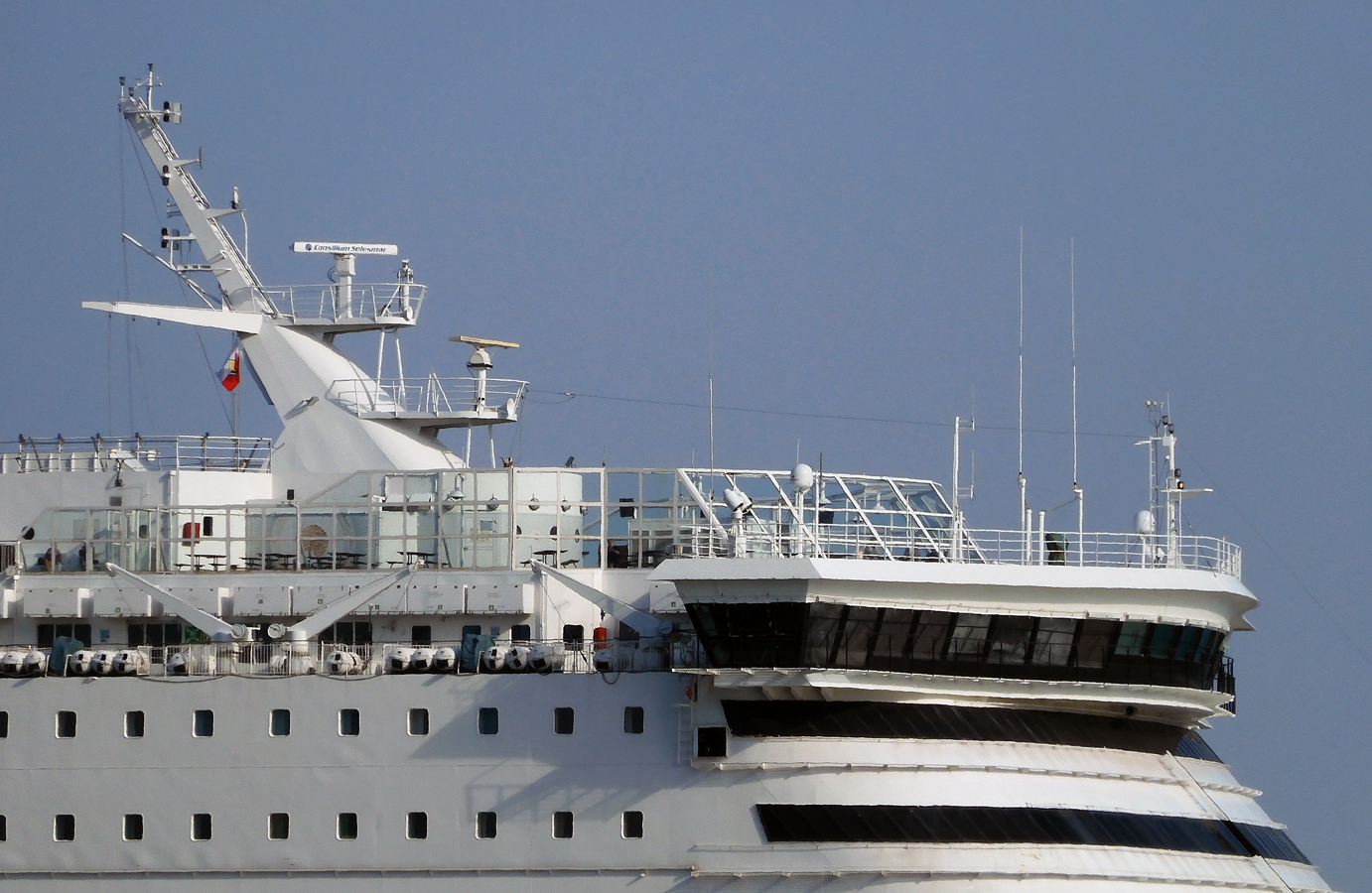
Kommandobrygga, radar och radiomaster.
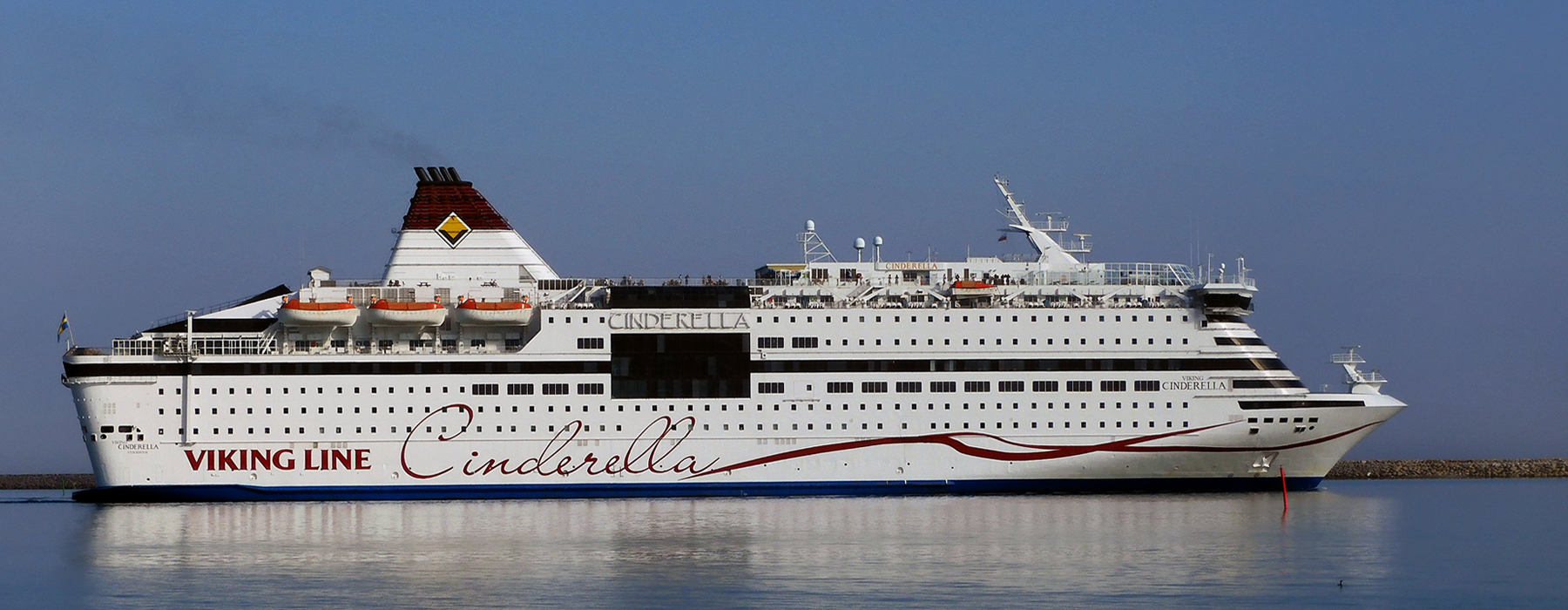
M/S Viking Cinderella lämnar Ystad efter premiärbesöket 7 juni 2021.
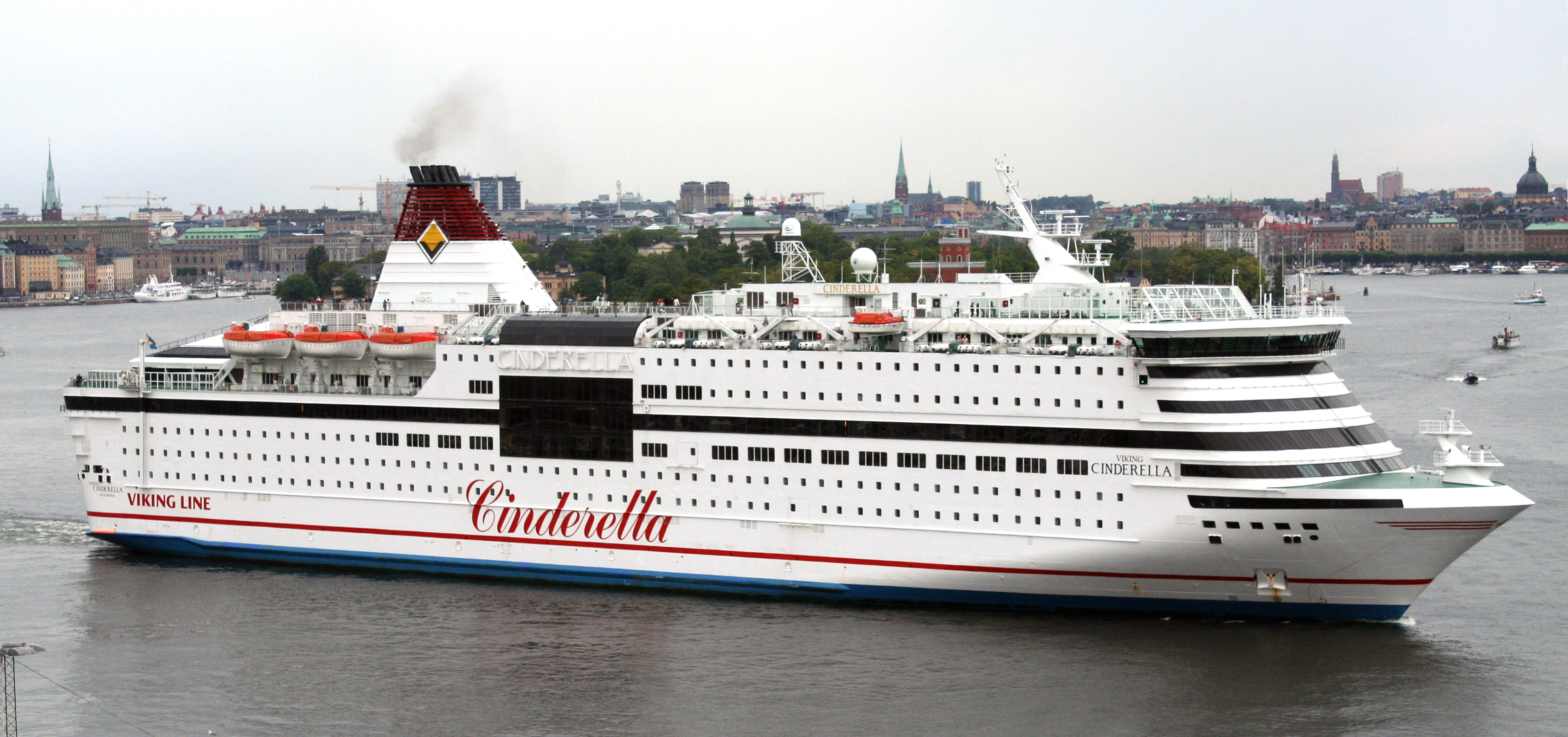
Tidigare målning av fartyget
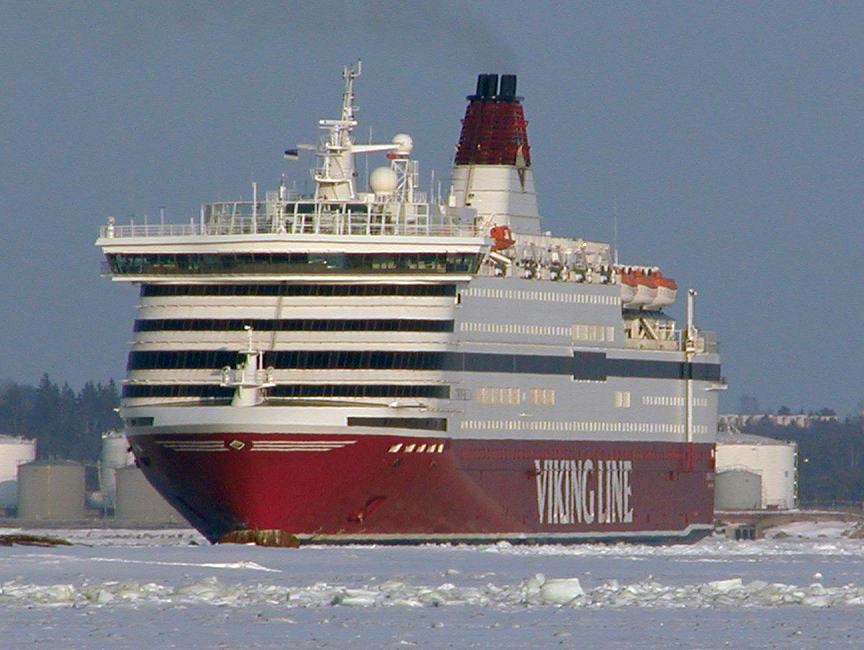
Tidigare målning av fartyget

## Däckplan
| Däck |  | Verksamhet                                                                                             |
| ---- |  | --- |
| 12   |  | Soldäck, skybar                                                                                        |
| 11   |  | Wintergarden, Lyxhytter, Kommandobrygga                                                                |
| 10   |  | Étage våning 3, A & B hytter, Lyxhytter, Sviter                                                        |
| 9    |  | Étage våning 2, Étage Terrazzen, Konferens, Comfort-insides/utsideshytter, Lyxhytter, Sviter           |
| 8    |  | Étage våning 1, Casino, Bottega Prosecco Bar, Bottega winebar, Seaview Dining, Ocean Grill, the Buffet |
| 7    |  | Information, Taxfree, Melody, Pub Hornblower, A & B hytter                                             |
| 6    |  | A & B hytter, Spa                                                                                      |
| 5    |  | Personalutrymmen, Allergi A & B hytter, Handikappshytter                                               |
| 4    |  | Bildäck (hängdäck)                                                                                     |
| 3    |  | Bildäck                                                                                                |
| 2    |  | C hytter, Maskinrum, Taxfree lager                                                                     |
| 1    |  | Maskinrum, Proviant, Prepgalley                                                                        |